# 羅斯·麥克科爾
羅斯·麥克科爾（Ross McCall，1976年1月13日—）是一位蘇格蘭演員。他最著名的作品是在HBO電視劇諾曼第大空降中飾演約瑟夫·李高特角色，以及在妙警賊探中飾演Matthew Keller角色。

## 职业生涯
罗斯·麦克科尔生于英国苏格兰格拉斯哥港市但主要在英格兰长大。他的哥哥Stuart是萨塞克斯郡的一个警察。他的母亲Maggie是一个护士。他在荧幕上第一次知名的演出是13岁时在1989年Queen乐队的歌曲The Miracle一个宣传视频中饰演Freddie Mercury。1993年他出演了BBC儿童剧The Return of the Borrowers。
2005年，罗斯联合主演了独立电影Green Street。在电视剧Crash中饰演Kenny Battaglia，2009年他又以Dave的角色出演了电影续集Green Street 2: Stand Your Ground。
2008年，他联合主演了一部After Dark Horrorfest电影Autopsy。2010年2月23日他出演了妙警贼探的一集Bottlenecked，饰演Neal的一个宿敌Matthew Keller。之后又出演了该电视剧的第2季第14集，第三季9-10集，第6季2-6集。2010年6月1日他客串了一个角色出演了Luther. Serving Up Richard。他还在24: Live Another Day中饰演了一个角色Ron Clark。
2016年6月，麦克科尔发布了一个短纪录片记录他去法罗群岛的旅行，以及海洋守护者协会的活动"Operation Sleppið Grindini"对他的支持。该片中他采访了几位本地人关于有争议的传统捕猎领航鲸活动，也即Grindadrap的看法，领航鲸虽然行为像鲸鱼但是属于海豚科，当地人的成人礼习俗是捕猎此种海豚。他还采访了几位在岛上监视捕猎者的海洋守护者协会志愿者。

## 个人生活
麦克科尔在天主教家庭长大，与女演员詹妮弗·洛芙·休伊特订婚，并客串出演了一集Ghost Whisperer。2009年1月5日，人物杂志报道休伊特已经于2008年末取消了订婚。
在2010年3月6日和The Mail on Sunday的一个采访中，Sheridan Smith爆料她和麦克科尔做了10年朋友后正式开始交往。然而同年8月他俩因为远距离恋爱而分手。